# Бём, Карл
Карл Бём (нем. Karl Böhm; 28 августа 1894, Грац — 14 августа 1981, Зальцбург) — австрийский дирижёр. Выдающийся исполнитель немецкой и австрийской музыки периода классицизма и романтизма. 

## Биография
Карл Бём родился в Граце в семье юриста. Первоначально он собирался пойти по стопам отца, изучал юриспруденцию в Грацском университете и даже защитил диссертацию (1919 г.), получив степень доктора права.
Систематического музыкального образования не имел.
Брал частные уроки музыки; сначала в Граце, затем в Вене (1913—1914) у известных педагогов Адлера и Мандычевского. Дирижёрскую карьеру начал в 1917 году в Граце. С 1921 года благодаря содействию Бруно Вальтера работал в Баварской опере в Мюнхене. В 1927 году занял пост музыкального директора в Дармштадте, с 1931 года работал в Гамбурге. В 1933 году впервые выступил в Вене, продирижировав «Тристаном и Изольдой» Вагнера.
В 1934—1943 Бём возглавлял оперный театр Дрездена. Тогда он близко познакомился с Рихардом Штраусом и участвовал в ряде премьер его произведений («Молчаливая женщина», 1935; «Дафна», 1938). В 1943—45 и в 1954—56 годах был директором Венской оперы и дирижировал спектаклем «Фиделио» на открытии нового здания театра в 1955 году. Он оставил этот пост из-за упрёков, что слишком редко бывает в Вене (его преемником стал Герберт фон Караян), но и после этого дирижировал спектаклями театра.
Принимал участие в Зальцбургском (с 1938 года) и Байройтском (1962—1971) фестивалях. Гастролировал в Италии, Франции, Буэнос-Айресе, Токио, Москве и т.д, исполняя произведения Моцарта, Штрауса, Вагнера, Брукнера, Бетховена. Тесно сотрудничал с Венским филармоническим оркестром, осуществил с ним много записей. В 1967 году был назван почётным дирижёром этого оркестра. В 1974 году осуществил полную запись симфоний Моцарта. Дважды получал музыкальную премию «Грэмми».
В 1980 году на гастролях Венской оперы в Японии дирижировал оперой Рихарда Штрауса «Ариадна на Наксосе». Незадолго до своей смерти участвовал в записи фильма-оперы Гёца Фридриха «Электра».
Бём был женат на оперной певице Тее Линхард. Их сын Карлхайнц Бём стал актёром. 
Карл Бём скончался в Зальцбурге и был похоронен в Граце.

## Творчество
Карла Бёма считают одним из самых масштабных и авторитетных дирижёров XX века. Основное место в его репертуаре занимала немецкая и австрийская музыка. Стиль Бёма характеризуется ритмической дисциплиной, чистотой стиля, вниманием к деталям.
Записи Карла Бёма многочисленны: все симфонии Моцарта, Бетховена, Шуберта, Брамса; большинство опер и крупных симфонических произведений Р. Штрауса, оперы Вагнера и Берга. Мемуары дирижёра «Я всё прекрасно помню» (нем. Ich erinnere mich ganz genau) изданы в нескольких редакциях и переведены на другие языки.

## Признание

### Награды
- Крест «За военные заслуги» 2 степени (30 января 1943)
- Серебряный командорский крест «За заслуги перед Австрийской Республикой» 2 степени (1959)[3]
- Командор ордена «За заслуги перед Федеративной Республикой Германия» (1960)
- Почётное кольцо города Вены (1964)
- Берлинский приз искусства[англ.] в номинации «музыка» (1967)
- Австрийский почётный крест «За науку и искусство» (1970)[4]
- Командор Ордена Почётного легиона (1976)
- Почётное кольцо Штирии[нем.]
- Золотое почётное кольцо Байройта

### Память
В 1991 году в Австрии выпущена памятная 500-шиллинговая серебряная монета с портретом Карла Бёма. В 2012 году Карл Бём введён в Зал славы журнала Gramophone.